# Holding (sèrie de televisió)
Holding és una mini sèrie de televisió de només quatre capítol basada en la novel·la de debut homònima de Graham Norton. Es va estrenar al canal britànic ITV el 14 de març de 2022 i a l'irlandès Virgin Media More el 12 d'abril de 2022.

## Argument
El sergent PJ Collins, un home tranquil que evita la gent, omple els dies amb menjar reconfortant i feina policial a mitges. Però quan es descobreix el cos enterrat de Tommy Burke, el noi més desitjat del poble que va desaparèixer el dia del seu casament fa 20 anys enrere, el sergent Collins és cridat a resoldre un crim greu per primera vegada a la seva carrera i a connectar amb el poble que ha intentat evitar des que va arribar-hi destinat.

## Repartiment

### Principal
- Conleth Hill com el sergent PJ Collins
- Siobhán McSweeney com a Bríd Riordan
- Charlene McKenna com a Evelyn Ross
- Helen Behan com a Abigail Ross
- Amy Conroy com a Florence Ross
- Pauline McLynn com a Eileen O'Driscoll
- Olwen Fouéré com a Kitty Harrington
- Clinton Liberty com a Linus Dunne
- Gary Shelford com a Anthony Riordan
- Eleanor Tiernan com a Susan Hickey
- Sky Yang com a Stephen Chen
- Brenda Fricker com a Lizzie Meaney

### Secundari
- Demi Isaac Oviawe com a Aoife Akingbola
- Calum Rea com a Cathal Riordan
- Jane Spollen com a Carmel Riordan
- Lochlann Ó Mearáin com a Cormac Byrne
- Jim O'Donnell com a Willy McCarthy
- Pat Kinevane com a Martin Flynn
- Anne Kent com a Nora Goggin
- Karl Quinn com a John Flynn
- Michael Fry com a Alan Doddy
- Felix Brown com a Tommy Burke
- Norma Sheahan com a D.S. Norma Casey
- Graham Norton com a Radio DJ (veu)
- Ivet Corvea com a Doctor Walshe
- Gary Murphy com el sergent Looney

## Producció
El maig de 2021 es va anunciar que ITV havia encarregat una adaptació en quatre parts de la novel·la de Graham Norton. Dominic Treadwell-Collins i Karen Cogan escriurien el guió del segell Happy Prince d'ITV amb Kathy Burke dirigint i Martina Niland per a Port Pictures. Conleth Hill va ser escollit pel personatge principal de PJ Collins. al juliol es va anunciar que Siobhán McSweeney, Charlene McKenna, Helen Behan, Pauline McLynn i Brenda Fricker també protagonitzarien la sèrie al costat de Hill.

## Localització
La fotografia principal va tenir lloc a la zona de Cork Oest amb el suport de Screen Ireland, a partir del juliol de 2021 i acabant a l'octubre. el rodatge també inclou llocs com Drimoleague i Castletownshend.